# Рамалданов Расім Асадулла-огли
Расім Рамалданов (азерб. Rasim Ramaldanov, нар. 24 січня 1986, Баку) — азербайджанський футболіст, захисник клубу «Габала».
Виступав, зокрема, за клуби «Сімург», «Хазар-Ленкорань» та «Колхеті» (Поті), а також національну збірну Азербайджану.

## Клубна кар'єра
У дорослому футболі дебютував 2008 року виступами за команду клубу «Сімург», в якій провів п'ять сезонів, взявши участь у 87 матчах чемпіонату.
Своєю грою за цю команду привернув увагу представників тренерського штабу клубу «Хазар-Ленкорань», до складу якого приєднався 2013 року. Відіграв за команду з Ленкорані наступні три сезони своєї ігрової кар'єри.
Протягом 2016 року захищав кольори команди клубу «Сумгаїт».
У тому ж році уклав контракт з клубом «Колхеті» (Поті), у складі якого провів наступний рік своєї кар'єри гравця.
До складу клубу «Габала» приєднався 2017 року. Відтоді встиг відіграти за команду з Габали 6 матчів в національному чемпіонаті.

## Виступи за збірну
У 2012 році дебютував в офіційних матчах у складі національної збірної Азербайджану. Наразі провів у формі головної команди країни 17 матчів.

## Титули і досягнення
- Володар Суперкубка Азербайджану (1):

«Хазар-Ленкорань»: 2013
- Володар Кубка Азербайджану (1):

«Габала»: 2018-19